# 2008年夏季奧林匹克運動會鐵人三項比賽
2008年夏季奧林匹克運動會铁人三项比賽為期兩天，於8月18日和8月19日在北京十三陵水庫進行，本屆的三項鐵人賽事會產生兩枚金牌。本屆奧運射箭比賽共有37個國家取得參賽資格，參加本屆奧運會的選手中不乏歷屆的獎牌得主，其中分別有雅典奧運會及雪梨奧運會金牌得主奧地利選手凯特·艾伦及加拿大選手西蒙·惠特菲尔德。

## 金牌榜
| 排名   | 国家／地区 | 金牌 | 银牌 | 铜牌 | 總數 |
| ------ | ---------- | ---- | ---- | ---- | ---- |
| 1      |            | 1    | 0    | 1    | 2    |
| 2      | 德国       | 1    | 0    | 0    | 1    |
| 3      | 葡萄牙     | 0    | 1    | 0    | 1    |
| 3      | 加拿大     | 0    | 1    | 0    | 1    |
| 5      | 新西兰     | 0    | 0    | 1    | 1    |
| 總計： | 總計：     | 2    | 2    | 2    | 6    |

## 比賽項目
本屆鐵人三項比賽設有兩個比賽項目，包括：
- 男子三項鐵人
- 女子三項鐵人

## 比賽規則
本屆賽事是採用奧林匹克競賽距離進行，即是游泳1.5公里、單車40公里及跑步10公里，全程共51.5公里。選手必須順次序連續完成三項賽程。

## 賽程
以下列出本屆三項鐵人比賽舉行日期：
所有時間為北京時間（UTC+8）
| 比賽日 | 日期    | 時間  | 比賽小項     | 階段   |
| ------ | ------- | ----- | ------------ | ------ |
| 1      | 8月18日 | 10:00 | 男子三項鐵人 | 金牌賽 |
| 2      | 8月19日 | 10:00 | 女子三項鐵人 | 金牌賽 |

## 參賽資格
本屆奧運的三項鐵人項目男、女子小項各設55個名額，總數有110個參賽名額，賽事可以容許最多8個國家及地區奧委會在每個項目派出三名選手參加1，其餘國家及地區奧委會在每個項目最多只可以限兩名選手參加。除了主辦國頻選手直接取得參賽權外，每名選手必須符合參加本屆奧運會三項鐵人比賽的參賽條件，才可以獲得參賽資格，每名選手最多只能為每個小項獲取1個參賽名額。
以下列表為取得本屆夏季奧運會鐵人三項賽事參賽資格的途徑及出線名額：
| 出線資格                                                     | 名單公佈日期  | 資格賽地點 | 男子出線名額 | 女子出線名額 |
| ------------------------------------------------------------ | ------------- | ---------- | ------------ | ------------ |
| 泛美區奧運資格賽冠軍                                         | 2007年7月14日 | 里約熱內盧 | 1個          | 1個          |
| 非洲區奧運資格賽冠軍                                         | 2008年3月8日  | 哈馬馬特   | 1個          | 1個          |
| 大洋洲區奧運資格賽冠軍                                       | 2008年3月9日  | 威靈頓     | 1個          | 1個          |
| 亞洲區奧運資格賽冠軍                                         | 2008年5月3日  | 廣州       | 1個          | 1個          |
| 歐洲區奧運資格賽冠軍                                         | 2008年5月10日 | 里斯本     | 1個          | 1個          |
| 2008年三項鐵人世界錦標賽最佳成績首3名2                       | 2008年6月8日  | 溫哥華     | 3個          | 3個          |
| ITU奧運資格賽積分排名成績最佳首39名3                         | 2008年7月15日 | N/A        | 39個         | 40個         |
| 國際鐵聯洲際排名4                                            | 2008年7月15日 | N/A        | 4個          | 3個          |
| 東道主                                                       | N/A           | N/A        | 1個          | 1個          |
| 三方委員會（國際奧委會、國家及地區奧委會總會及國際鐵聯）邀請 | 2008年1月3日  | N/A        | 1個          | 1個[c]       |
| 總數                                                         | -             | -          | 55個         | 55個         |

*^  注解1：該8個國家是根據各大洲奧運資格賽、世界錦標賽及奧運資格積分排名（按順次序）而獲得資格的前8個國家或地區奧委會；如果有來自兩個國家或地區的第3名選手在奧運資格賽排名中積分相同，該兩個國家或地區將會按順序由該國家或地區在奧運資格賽積分排名中位列於第2名選手的積分排名來決定，積分較高者列前；如果該兩個國家或地區的第2名運動員在奧運資格賽排名中積分仍然相同，該兩個國家或地區將會按順序由該國家或地區在奧運資格賽積分排名中位列於第2名選手的積分排名來決定，積分較高者列前。最後如果連兩個國家或地區的第1名選手的積分仍然相同，則會按2008年國際鐵聯世界錦標賽的成績來決定。
*^  注解2：出線名單不包括在各大洲奧運資格賽取得出線資格的選手，又或者該選手所代表的國家（地區）奧委會已經取得3個參賽名額，則會按世錦賽成績的名次順序由高至低分配參賽資格。
*^  注解3：不包括2008年三項鐵人世界錦標賽及各大洲奧運資格賽取得參賽資格的國家（地區）奧委會，如果該排名已經分配給所有選手而仍有參賽名額未獲分配，所有名額則會根據國際鐵聯洲際排名派發。
*^  注解4：國際鐵聯洲際排名是國際鐵聯根據所屬成員國家（地區）的地區按各大洲所作的排名，名額分配給各大洲排名第1位的員國家（地區）奧委會，並且該國家（地區）奧委會於2008年7月15日前仍未有選手獲得參賽名額。如果根據洲際排名未能選出符合資格的國家（地區）奧委會，則該名額將分配給在各大洲奧運資格賽中名列下一位的國家（地區）奧委會，並且該奧委會於2008年7月15日前仍未有選手獲得參賽名額。如果根據各大洲奧運資格賽未能選出符合資格的國家（地區）奧委會，則該名額將分配給在ITU奧運資格賽積分排名中名列下一位的國家（地區）奧委會。最後如果此方法仍然無法選出符合資格的國家（地區）奧委會，則按照國際鐵聯積分排名來決定。

## 各項成績
| 項目           | 金牌        | 金牌       | 银牌              | 银牌       | 铜牌            | 铜牌       |
| 男子組（詳細） | 扬·（德国） | 1:48:53.28 | 西蒙·（加拿大）   | 1:48:58.47 | 贝文·（新西兰） | 1:49:05.59 |
| 女子組（詳細） | （）        | 1:58:27.66 | 瓦妮莎·費南德斯（葡萄牙） | 1:59:34.63 | （）            | 1:59:55.84 |

## 外部連結
- 本屆奧運各項項目比賽時間表